# Шахривар
Шахривар (перс. شهریور‎) — шестой месяц иранского календаря, состоит из 31 дня. В григорианском календаре соответствует 23 августа — 22 сентября.

## Этимология
Большая часть месяцев в иранском календаре носят имена зороастрийских язат. Название Шахривар происходит от Хшатра Ваирья, одного из семи божеств Амеша Спента и в авестийском языке означающего Власть Желанная.

## Праздники
- 1 шахривар — Праздник прохлады (Фагдийе)
- 4 шахривар — Праздник имени Шахривар (Шахривареган)
- 4 шахривар — День трудящихся
- 5 шахривар — День фармацевта
- 8 шахривар — Осенний праздник
- 12 шахриварар — День борьбы с английской интервенцией
- 21 шахривар — День кино
- 31 шахривар — Празднование окончания лета.

## Отмечаемые события и чествования
- 1 шахривар — День Авиценны, день врача.
- 13 шахривар — День Аль-Бируни, персидского учёного (математика, астронома, историка и философа).
- 27 шахривар — День поэта Мухаммеда Хусейна Шахрияра, день персидской поэзии и литературы.